# Nicola Piovani

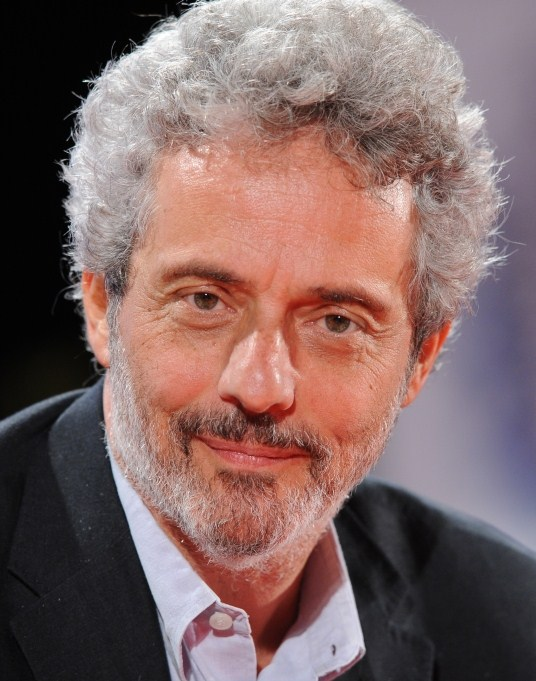
Nicola Piovani

Nicola Piovani (* 26. Mai 1946 in Rom, Italien) ist ein italienischer Orchesterleiter, Komponist von Film- und Bühnenmusik. Für seine Leistung wurde er mit dem Oscar ausgezeichnet.

## Leben
Nicola Piovani erhielt seine Klavierausbildung am Verdi-Konservatorium in Mailand, die er 1967 mit Auszeichnung bestand. Später studierte er Orchestermusik beim griechischen Komponisten Manos Hadjidakis.
Ab dieser Zeit kam das Gerücht auf, dass Nicola Piovani ein Pseudonym für den bekannten Komponisten Ennio Morricone sei. In späteren öffentlichen Interviews konnte Piovani diese Geschichte als humorvolle Anekdote erzählen.
Zu seinen sehr populären Werken zählt die Filmmusik zu Intervista von Federico Fellini, seiner zweiten von drei Zusammenarbeiten mit dem italienischen Regisseur. Die anderen beiden sind Ginger und Fred sowie Die Stimme des Mondes. Jahre später komponierte er ein Ballet mit dem Titel Balletto Fellini.
Im Jahr 1999 gewann Piovani einen Oscar für die Filmmusik von Das Leben ist schön seines Freundes Roberto Benigni.
Bis heute hat Piovani mehr als 190 Filmmusiken komponiert und wurde unter anderem 14-mal für den Nastro d’Argento – Beste Filmmusik nominiert, wovon er 4-mal gewann.
Piovani komponierte auch die erste Oper Amorosa presenza nach einem Libretto von Aisha Cerami und Nicola Piovani nach dem Roman von Vincenzo Cerami, die im Januar 2022 am Teatro Verdi in Triest aufgeführt wird.

## Filmografie (Auswahl)
- 1974: Castigata – Die Gezüchtigte (Flavia, la monaca musulmana)
- 1981: Das Mädchen mit dem roten Haar (Het meisje met het rode haar)
- 1984: Kaos
- 1984: Desiderio
- 1986: Ginger und Fred (Ginger e Fred)
- 1986: Hoffen wir, daß es ein Mädchen wird (Speriamo che sia femmina)
- 1987: Good Morning, Babylon (Good Morning, Babylonia)
- 1987: Intervista
- 1988: Der Zug (Il treno di Lenin)
- 1988: Nächtliche Sehnsucht – Hemmungslos (Drôle d’endroit pour une rencontre)
- 1989: Sehnsucht nach Australien (Australia)
- 1990: Die Stimme des Mondes (La voce della luna)
- 1991: Die unanständige Frau (De onfatsoenlijke vrouw)
- 1992: Utz
- 1992: Endstation Mord (Le amiche del cuore)
- 1992: Jamon Jamon
- 1993: Amok
- 1993: Liebes Tagebuch… (Caro diario)
- 1993: Macho (Huevos de oro)
- 1995: Ein Sommer am See (A Month by the Lake)
- 1998: Der Berg
- 1997: Das Leben ist schön (La Vita è bella)
- 1998: Die süße Kunst des Müßiggangs (Dolce far niente)
- 2001: Die Auferstehung (Resurrezione)
- 2001: Das Sams
- 2001: Das Zimmer meines Sohnes (La stanza del figlio)
- 2002: Roberto Benignis Pinocchio (Pinocchio)
- 2003: Sams in Gefahr
- 2004: Die Frau des Leuchtturmwärters (L’Équipier)
- 2005: Der Tiger und der Schnee (La tigre e la neve)
- 2006: Keine Sorge, mir geht’s gut (Je vais bien, ne t’en fais pas)
- 2006: Ein perfekter Platz (Fauteuils d’orchestre)
- 2006: Der Räuber Hotzenplotz
- 2007: Ihr Name ist Sabine (Elle s'appelle Sabine)
- 2007: Odette Toulemonde
- 2009: Affären à la carte (Le code a changé)
- 2009: Die Schachspielerin (Joueuse)
- 2012: Sams im Glück
- 2014: Hungry Hearts
- 2018: Zuhause ist es am schönsten (A casa tutti bene)
- 2019: Il Traditore – Als Kronzeuge gegen die Cosa Nostra (Il traditore)
- 2020: Auf alles, was uns glücklich macht (Gli anni più belli)
- 2021: Der Sommer mit Anaïs (Les Amours d’Anaïs)
- 2022: Interdit aux chiens et aux Italiens
- 2024: Ein Zug voller Hoffnung (Il treno dei bambini)

## Auszeichnungen (Auswahl)
- Oscar – Beste Filmmusik
  - 1999: Das Leben ist schön (La Vita è bella)

- David di Donatello – Beste Filmmusik
  - 1986: Ginger und Fred (Ginger e Fred)
  - 1994: Liebes Tagebuch… (Caro diario)
  - 2001: Das Zimmer meines Sohnes (La stanza del figlio)

- Nastro d’Argento – Beste Filmmusik
  - 1991: Die Stimme des Mondes (La voce della luna)
  - 2003: Roberto Benignis Pinocchio (Pinocchio)
  - 2015: Hungry Hearts
  - 2019: Il Traditore – Als Kronzeuge gegen die Cosa Nostra (Il traditore)

- Globo d’oro – Beste Filmmusik
  - 2006: Der Tiger und der Schnee (La tigre e la neve)

- Internationale Filmfestspiele von Venedig
  - 2015: Soundtrack Stars Award – Preis für ein Lebenswerk